# Asina
Asina (lateinisch: „Eselin“) ist das Cognomen einer patrizischen Familie des Zweigs der Scipionen der römischen gens Cornelia.
Nach Macrobius geht das Cognomen auf einen unbekannten Vorfahren der Familie zurück, der zum Abschluss eines Geschäfts einen Bürgen mitbringen sollte und stattdessen einen mit Gold beladenen Esel vorführte. Nach anderen Erzählungen erwarb der Konsul Gnaeus Cornelius Scipio den Namen, nachdem er die Schlacht bei den Liparischen Inseln erniedrigend verloren hatte. Die Interpretationen sind jedoch uneins, ob dies an seiner vermeintlichen Triebhaftigkeit, seinem Einfallsreichtum oder seiner Sturheit lag oder ob der Spottname auf die in Rom sprichwörtliche Wasserscheue von Eseln zurückgeht.

## Namensträger
- Gnaeus Cornelius Scipio Asina, römischer Konsul 260 und 254 v. Chr.
- Publius Cornelius Scipio Asina, römischer Konsul 221 v. Chr.